# Liste der Anime-Titel/J

## J
| Name                                                                                     | Alternative Namen | Veröffentlichungsjahr | Studio(s)                                   |
| ---------------------------------------------------------------------------------------- | --- | --------------------- | ------------------------------------------- |
| J League o 100-bai Tanoshiku Miru Hōhō!!                                                 | Jリーグを100倍楽しく見る方法!! | 1994 als Film         | Ajiado                                      |
| Jackie und Jill – Die Bärenkinder vom Berg Tarak (26 Folgen)                             | シートン動物記 くまの子ジャッキー, Seton Dōbutsuki – Kuma no ko Jakkī | 1977 als Fernsehserie | Nippon Animation                            |
| Jack to Mame no Ki (eine Folge)                                                          | ジャックと豆の木 | 1998 als OVA          | Nippon Animation                            |
| Jagainu-kun (26 Folgen)                                                                  | じゃがいぬくん, Dogtato-kun | 2004 als Fernsehserie | Studio Egg                                  |
| Jahysama ha Kujikenai! (20 Folgen)                                                       | ジャヒー様はくじけない！, The Great Jahy Will Not Be Defeated! | 2021 als Fernsehserie | Silver Link                                 |
| JaJa Uma! Quartet (2 Folgen)                                                             | JaJa馬！カルテット, Wild Cardz | 1997 als OVA          | BMG Victor, Studio OX                       |
| Jaku Chara Tomozaki-kun (12 Folgen)                                                      | 弱キャラ友崎くん, Bottom-tier Character Tomozaki | 2021 als Fernsehserie | Project No.9                                |
| ↳ Jaku Chara Tomozaki-kun (2 Folgen)                                                     | 弱キャラ友崎くん, Bottom-tier Character Tomozaki | 2021 als OVA          | Project No.9                                |
| Jam the Housnail (15 Folgen)                                                             | ジャム・ザ・ハウスネイル | 1996 als Fernsehserie | NHK                                         |
| Jankenman (51 Folgen)                                                                    | ジャンケンマン | 1991 als Fernsehserie | Ashi Productions                            |
| ↳ Jankenman: Kaijudaikessen (eine Folge)                                                 | ジャンケンマン 怪獣大決戦 | 1992 als OVA          | Ashi Productions                            |
| Japan Animator Expo (35 Folgen)                                                          | 日本アニメ（ーター）見本市 | 2014 als Web-Anime    |                                             |
| Japan sinkt: 2020 (10 Folgen)                                                            | 日本沈没2020, Nihon Chinbotsu | 2020 als Fernsehserie | Science Saru                                |
| ↳ Japan sinkt: 2020                                                                      | 日本沈没2020, Nihon Chinbotsu | 2020 als Film         | Science Saru                                |
| Jarinko Chie                                                                             | じゃりン子チエ, Chie the Brat | 1981 als Film         | Tokyo Movie Shinsha                         |
| ↳ Jarinko Chie (64 Folgen)                                                               | じゃりン子チエ, Chie the Brat | 1981 als Fernsehserie | Tokyo Movie Shinsha                         |
| Jashin-chan Dropkick (12 Folgen)                                                         | 邪神ちゃんドロップキック, Jashin-chan Doroppu Kikku, Dropkick on My Devil! | 2018 als Fernsehserie | Nomad                                       |
| ↳ Jashin-chan Dropkick (12 Folgen)                                                       | 邪神ちゃんドロップキック, Jashin-chan Doroppu Kikku, Dropkick on My Devil!! Dash | 2020 als Fernsehserie | Nomad                                       |
| ↳ Jashin-chan Dropkick X (12 Folgen)                                                     | 邪神ちゃんドロップキック X, Jashin-chan Doroppu Kikku X, Dropkick on My Devil! X | 2022 als Fernsehserie | Nomad                                       |
| Je T'aime (eine Folge)                                                                   | | 2010 als OVA          | Production I.G                              |
| Jeanne, die Kamikaze-Diebin (43 Folgen)                                                  | 神風怪盗ジャンヌ, Kamikaze Kaitō Jeanne | 1999 als Fernsehserie | Tōei Animation                              |
| Jean Valjean Monogatari (eine Folge)                                                     | ジャン・バルジャン物語, Story of Jean Valjean, Les Miserables | 1979 als Special      | Tōei Animation                              |
| Jetter Mars (27 Folgen)                                                                  | ジェッターマルス | 1977 als Fernsehserie | Tōei Animation                              |
| Jewelpet (52 Folgen)                                                                     | ジュエルペット, Juerupetto | 2009 als Fernsehserie | Studio Comet                                |
| ↳ Jewelpet Twinkle (52 Folgen)                                                           | ジュエルペット てぃんくる☆, Juerupetto Tinkuru | 2010 als Fernsehserie | Studio Comet                                |
| ↳ Jewelpet Twinkle☆: Hohoemi no Niji ni Dokki☆Doki! (eine Folge)                         | ジュエルペット てぃんくる☆ ほほえみの虹にドッキ☆ドキ！, Jewelpet Twinkle: The Rainbow of Smiles Doki Doki!                                                                                                  | 2013 als OVA          | Studio Comet, Zexcs                         |
| ↳ Jewelpet Sunshine (52 Folgen)                                                          | ジュエルペット サンシャイン, Juerupetto Sanshain | 2011 als Fernsehserie | Studio Comet                                |
| ↳ Jewelpet Kira Deco! (52 Folgen)                                                        | ジュエルペット きら☆デコッ!, Juerupetto Kira Deko! | 2012 als Fernsehserie | Studio Comet                                |
| ↳ Jewelpet Happiness (52 Folgen)                                                         | ジュエルペット ハッピネス | 2013 als Fernsehserie | Studio Comet                                |
| ↳ Lady Jewelpet (52 Folgen)                                                              | レディ ジュエルペット | 2014 als Fernsehserie | Studio Comet, Zexcs                         |
| ↳ Jewelpet: Magical Change (39 Folgen)                                                   | ジュエルペット マジカルチェンジ | 2015 als Fernsehserie | Studio Deen                                 |
| ↳ Eiga Jewelpet Sweets Dance Princess                                                    | 映画ジュエルペット スウィーツダンスプリンセス, Jewelpet the Movie: Sweets Dance Princess | 2012 als Film         | Studio Comet                                |
| ↳ Jewelpet: Attack Travel!                                                               | ジュエルペット あたっくとらべる！ | 2022 als Film         | Ashi Productions                            |
| Jewelry The Animation (eine Folge)                                                       | | 2018 als OVA          | MS Pictures                                 |
| Jibaku-kun (26 Folgen)                                                                   | ジバクくん | 1999 als Fernsehserie | Trans Arts Co.                              |
| Jigazō                                                                                   | 自画像, Self-portrait | 1988 als Kurzfilm     | Tezuka Productions                          |
| Jigen Bakudan                                                                            | 次元爆弾, Dimension Bomb | 2007 als Kurzfilm     | Studio 4°C                                  |
| Jigen Loop (eine Folge)                                                                  | 次元ループ, Dimensional Loop | 2001 als OVA          | Studio 4°C                                  |
| Jigen Sengokushi Kuro no Shishi: Jinnai-hen (eine Folge)                                 | 時元戦国史 黒の獅士 陣内編, Kuro no Shishi: Jinnai-hen, Black Lion | 1992 als OVA          | Dynamic Planning, Nippon Columbia           |
| Jigoku Sensei Nūbē (49 Folgen)                                                           | 地獄先生ぬ〜べ〜 | 1996 als Fernsehserie | Tōei Animation                              |
| ↳ Jigoku Sensei Nūbē (3 Folgen)                                                          | 地獄先生ぬ〜べ〜 | 1998 als OVA          | Tōei Animation                              |
| ↳ (Chō) Jigoku Sensei Nūbē                                                               | (超)劇場版!地獄先生ぬ〜べ〜 | 1996 als Film         | Tōei Animation                              |
| ↳ Jigoku Sensei Nūbē: Gozen 0-ji Nūbē Shisu!                                             | 地獄先生ぬ〜べ〜 午前0時ぬ〜べ〜死す! | 1997 als Film         | Tōei Animation                              |
| ↳ Jigoku Sensei Nūbē: Kyōfu no Natsu Yasumi!! Ayashi no Umi no Densetsu!                 | 地獄先生ぬ〜べ〜 恐怖の夏休み!! 妖しの海の伝説! | 1997 als Film         | Tōei Animation                              |
| Jigoku Shōjo (26 Folgen)                                                                 | 地獄少女, Hell Girl | 2005 als Fernsehserie | Studio Deen                                 |
| ↳ Jigoku Shōjo: Futakomori (26 Folgen)                                                   | 地獄少女 二籠, Hell Girl: Two Mirrors | 2006 als Fernsehserie | Studio Deen                                 |
| ↳ Jigoku Shōjo: Mitsuganae (26 Folgen)                                                   | 地獄少女 三鼎, Hell Girl: Three Vessels | 2008 als Fernsehserie | Studio Deen                                 |
| ↳ Jigoku Shōjo: Yoi no Togi (12 Folgen)                                                  | 地獄少女 宵伽, Hell Girl: Fourth Twilight | 2017 als Fernsehserie | Studio Deen                                 |
| Jigoku Yōchien (12 Folgen)                                                               | 地獄ようちえん | 2013 als Web-Anime    | Kasuga Soft                                 |
| Jigokudō Reikai Tsūshin (2 Folgen)                                                       | 地獄堂霊界通信 | 1996 als OVA          | Toei Video                                  |
| Jii Tōsaku: Kōkishin (eine Folge)                                                        | 自慰倒錯 ～好奇心～, Addicted to Masturbation ~Curiosity~ | 2002 als OVA          | Pix                                         |
| ↳ Jii Tōsaku II: Hametsu e no Kairaku (eine Folge)                                       | 自慰倒錯II ～破滅への快楽～ | 2004 als OVA          | Pix                                         |
| Jijō wo Shiranai Tenkōsei ga Guigui Kuru.                                                | 事情を知らない転校生がグイグイくる。, My Clueless First Friend | 2023 als Fernsehserie | Studio Signpost                             |
| Jikan no Shihaisha (13 Folgen)                                                           | 時間の支配者, Chronos Ruler | 2017 als Fernsehserie | project No.9                                |
| Jikken-hin Kazoku: Creatures Family Days (12 Folgen)                                     | 実験品家族 -クリーチャーズ・ファミリー・デイズ-, Frankenstein Family | 2018 als Fernsehserie | Big Firebird Animation                      |
| Jikū Bōken Nūmamonjā                                                                     | 時空冒険ヌウマモンジャ~, Dimensional Adventure Numa Monjar, Chrono Trigger | 1996 als Kurzfilm     | Production I.G                              |
| Jikū Bōkenki Zentrix (26 Folgen)                                                         | 時空冒険記ゼントリックス, Zentrix | 2002 als Fernsehserie | Imagi                                       |
| Jikū Tenshō Nazca (12 Folgen)                                                            | 時空転抄ナスカ, Dimension Movement of Nazca | 1998 als Fernsehserie | Radix                                       |
| Jim Botan (26 Folgen)                                                                    | ジムボタン, Jim Button | 1974 als Fernsehserie | Eiken                                       |
| JimiHen—!! ~Jimiko o Kaechaū Jun Isei Kōyū~ (eine Folge)                                 | じみへんっ!!～地味子を変えちゃう純異性交遊～, Simple yet Sexy | 2021 als OVA          | Studio Hōkiboshi                            |
| Jimoto ga Japan (50 Folgen)                                                              | ジモトがジャパン, I'm From Japan | 2019 als Fernsehserie | ODDJOB                                      |
| Jingai-san no Yome (12 Folgen)                                                           | 人外さんの嫁 | 2018 als Fernsehserie | Saetta                                      |
| Jingi (2 Folgen)                                                                         | ＪＩＮＧＩ 仁義, Humanity and Justice | 1991 als OVA          | Nihon Eizō                                  |
| Jinki: Extend (13 Folgen)                                                                | JINKI:EXTEND | 2005 als Fernsehserie | feel                                        |
| Jinkō Shōjo: Henshin Sex Android (2 Folgen)                                              | 人工少女 ~変身セックスアンドロイド~, Cosplay Sex Machine | 2009 als OVA          | Y.O.U.C.                                    |
| Jin-Roh                                                                                  | 人狼, Jin Rō | 1999 als Film         | Production I.G, AIC, J.C.Staff, Studio Deen |
| Jinrui wa Suitai Shimashita (12 Folgen)                                                  | 人類は衰退しました | 2012 als Fernsehserie | AIC ASTA                                    |
| Jinryoku Senkan!? Shiokaze Sawakaze (3 Folgen)                                           | 人力戦艦！？汐風澤風 | 2017 als Web-Anime    | Gaina                                       |
| Jinsei (13 Folgen)                                                                       | 人生 | 2014 als Fernsehserie | feel.                                       |
| Jinshin Yūgi (2 Folgen)                                                                  | 人心遊戯, Love Lessons, Games of the Heart, Heart Game | 2001 als OVA          | EVE, Milky, Museum Pictures                 |
| Jintai no Survival!                                                                      | 人体のサバイバル!, Survive! Inside the Human Body | 2020 als Film         | Gallop, Toei Animation                      |
| ↳ Shinkai no Survival!                                                                   | 深海のサバイバル！ | 2021 als Film         | Gallop, Toei Animation                      |
| Jinzo Konchu Kabuto Borg VxV (52 Folgen)                                                 | 人造昆虫カブトボーグ VxV | 2006 als Fernsehserie | G&G Entertainment                           |
| Jinzo Ningen Kikaider (13 Folgen)                                                        | 人造人間キカイダー, Android Kikaider - The Animation | 2000 als Fernsehserie | Radix, Studio OX                            |
| ↳ Kikaider-01: The Animation (4 Folgen)                                                  | キカイダー０１ THE ANIMATION | 2001 als OVA          | Shaft, Toei Animation                       |
| ↳ Kikaider-01: The Animation: Guitar o Motta Shōnen - Kikaider vs. Inazuman (eine Folge) | ギターを持った少年 キカイダーVSイナズマン, Guitar o Motta Shōnen - Kikaider vs. Inazuman | 2003 als OVA          | Radix, Studio OX, Toei Animation            |
| Jisshūsei (eine Folge)                                                                   | 実習生 | 2002 als OVA          | Milky                                       |
| Jitsu wa Watashi wa (12 Folgen)                                                          | 実は私は, I am… | 2015 als Fernsehserie | TMS Entertainment                           |
| JK-Meshi! (26 Folgen)                                                                    | JKめし! | 2015 als Fernsehserie | Kyōfū Tomato, Office Nobu                   |
| JK to Inkō Kyōshi 4 (2 Folgen)                                                           | JKと淫行教師4 | 2011 als OVA          | PoRO                                        |
| ↳ JK to Ero Giin-sensei (2 Folgen)                                                       | JKとエロ議員センセイ | 2012 als OVA          | PoRO                                        |
| J League o 100-bai Tanoshiku Miru Hōhō!!                                                 | Jリーグを100倍楽しく見る方法!! | 1994 als Film         | Ajiado                                      |
| JoJo’s Bizarre Adventure                                                                 | |                       |                                             |
| ↳ JoJo no Kimyō na Bōken (13 Folgen)                                                     | ジョジョの奇妙な冒険 | 1993 als OVA          | APPP                                        |
| ↳ JoJo no Kimyo na Bōken: Phantom Blood                                                  | ジョジョの奇妙な冒険 ファントム ブラッド | 2007 als Film         | APPP                                        |
| ↳ JoJo’s Bizarre Adventure (26 Folgen)                                                   | ジョジョの奇妙な冒険, JoJo no Kimyō na Bōken | 2012 als Fernsehserie | David Production                            |
| ↳ JoJo’s Bizarre Adventure: Stardust Crusaders (48 Folgen)                               | ジョジョの奇妙な冒険 スターダストクルセイダース, JoJo no Kimyō na Bōken: Sutādasuto Kuruseidāzu, JoJo no Kimyō na Bōken: Stardust Crusaders, JoJo’s Bizarre Adventure: Stardust Crusaders – Battle in Egypt | 2014 als Fernsehserie | David Production                            |
| ↳ JoJo’s Bizarre Adventure: Diamond is Unbreakable (39 Folgen)                           | ジョジョの奇妙な冒険 ダイヤモンドは砕けない, JoJo no Kimyō na Bōken: Daiyamondo wa Kudakenai | 2016 als Fernsehserie | David Production                            |
| ↳ JoJo’s Bizarre Adventure: Vento Aureo (39 Folgen)                                      | ジョジョの奇妙な冒険 黄金の風, JoJo no Kimyō na Bōken: Ōgon no Kaze | 2018 als Fernsehserie | David Production                            |
| ↳ JoJo’s Bizarre Adventure: Stone Ocean (38 Folgen)                                      | JoJo no Kimyō na Bōken: Stone Ocean, ジョジョの奇妙な冒険 ストーンオーシャン | 2021 als Fernsehserie | David Production                            |
| ↳ Kishibe Rohan wa Ugokanai (4 Folgen)                                                   | 岸辺露伴は動かない | 2017 als OVA          | David Production                            |
| Jōkaku Gattai Oshirobots (eine Folge)                                                    | 城郭合体オシロボッツ | 2022 als Web-Anime    | Tatsunoko Production, ZynX                  |
| Jōkamachi no Dandelion (12 Folgen)                                                       | 城下町のダンデライオン, Castle town dandelion | 2015 als Fernsehserie | Production IMS                              |
| Jokei Kazoku – Inbō (2 Folgen)                                                           | 女系家族～淫謀～, The Immorals | 2006 als OVA          | T-Rex                                       |
| Joker – Marginal City (eine Folge)                                                       | JOKER マージナル・シティ | 1992 als OVA          | E&G Films, Studio Sign                      |
| Joker Game (12 Folgen)                                                                   | ジョーカー・ゲーム, Jōkā Gēmu | 2016 als Fernsehserie | Production I.G                              |
| Jokuana (2 Folgen)                                                                       | 辱アナ, Horny Ladies and the News | 2007 als OVA          | Digital Works                               |
| Jokutsuma (2 Folgen)                                                                     | 辱妻, Humiliated Wives | 2007 als OVA          | Digital Works                               |
| Jokyōshi - Yumi no Hōkago (2 Folgen)                                                     | 女教師・裕美の放課後, Hot for Teacher | 2003 als OVA          | Y.O.U.C.                                    |
| Jong-Tama Pong☆ (12 Folgen)                                                              | じゃんたま PONG☆, Mahjong Soul Pon☆ | 2022 als Fernsehserie | Scooter Films                               |
| Joō Heika no Petite Ange (26 Folgen)                                                     | 女王陛下のプティアンジェ, The Casebook of Charlotte Holmes, Angie Girl | 1977 als Fernsehserie | Nippon Animation                            |
| Joran: The Princess of Snow and Blood (12 Folgen)                                        | 擾乱 THE PRINCESS OF SNOW AND BLOOD | 2021 als Fernsehserie | Bakken Record                               |
| Jormungand (12 Folgen)                                                                   | ヨルムンガンド, Yorumungando | 2012 als Fernsehserie | White Fox                                   |
| ↳ Jormungand: Perfect Order (12 Folgen)                                                  | ヨルムンガンド PERFECT ORDER | 2012 als Fernsehserie | White Fox                                   |
| Joseito (eine Folge)                                                                     | 女生徒 | 2006 als OVA          | Toei Animation                              |
| Joshidai Ecchi Sōdanshitsu (eine Folge)                                                  | 女子大エッチ相談室 | 2001 als OVA          | Obtain Future                               |
| Joshi Kausei (12 Folgen)                                                                 | 女子かう生 | 2019 als Fernsehserie | Seven                                       |
| Joshi Kōsei no Mudazukai (12 Folgen)                                                     | 女子高生の無駄づかい, Wasteful Days of High School Girl | 2019 als Fernsehserie | Passione                                    |
| Joshi Kōsei: Girl’s-High (12 Folgen)                                                     | 女子高生 GIRL'S-HIGH | 2006 als Fernsehserie | Arms                                        |
| Joshikōsei Nobunaga-chan!! (10 Folgen)                                                   | 女子高生信長ちゃん!! | 2010 als Web-Anime    | MooGoo, Studio Ranmaru, Wao World           |
| Joshikōsei no Koshitsuki (6 Folgen)                                                      | 女子高生の腰つき | 2013 als OVA          | Studio Eromatick                            |
| Joshiochi! 2-kai kara Onna no Ko ga...Futte Kita!? (eine Folge)                          | じょしおちっ！〜2階から女の子が…降ってきた!?〜, What She Fell on Was the Tip of My Dick | 2018 als OVA          | ark                                         |
| Joshiraku (13 Folgen)                                                                    | じょしらく | 2012 als Fernsehserie | J.C.Staff                                   |
| Josie, der Tiger und die Fische                                                          | ジョゼと虎と魚たち, Joze to Tora to Sakana-tachi | 2020 als Film         | Bones                                       |
| Journey: Taiko Arabia Hantо̄ de no Kiseki to Tatakai no Monogatari                        | ジャーニー 太古アラビア半島での奇跡と戦いの物語 | 2020 als Film         | Toei Animation                              |
| Jūbei-chan – Lovely Gantai no Himitsu (13 Folgen)                                        | 十兵衛ちゃん -ラブリー眼帯の秘密-, Jūbei-chan – Raburī Gantai no Himitsu | 1999 als Fernsehserie | Madhouse                                    |
| ↳ Jūbei-chan 2 – Siberia Yagyū no Gyakushū (13 Folgen)                                   | 十兵衛ちゃん2 -シベリア柳生の逆襲-, Jūbei-chan 2 – Shiberia Yagyū no Gyakushū | 2004 als Fernsehserie | Madhouse                                    |
| Judo Bu Monogatari (2 Folgen)                                                            | 柔道部物語 | 1991 als OVA          | Studio Deen                                 |
| Judo Sanka (27 Folgen)                                                                   | 柔道讃歌 | 1974 als Fernsehserie | Tokyo Movie Shinsha                         |
| Jūgo Shōnen Hyōryūki Kaizokujima DE! Daibōken                                            | 十五少年漂流記～海賊島DE!大冒険～ | 2013 als Film         | Hi-Vision Pictures, Kelmadick               |
| Jūichinin Iru!                                                                           | 11人いる!, They Were 11 | 1986 als Film         | Kitty Film                                  |
| Jūippiki no Neko                                                                         | １１ぴきのねこ, Eleven Cats | 1980 als Film         | Group TAC                                   |
| ↳ Jūippiki no Neko to Ahodori                                                            | １１ぴきのねことあほうどり, Eleven Cats and an Albatross | 1986 als Film         | Group TAC                                   |
| Jujutsu Kaisen (24 Folgen)                                                               | 呪術廻戦 | 2020 als Fernsehserie | MAPPA                                       |
| ↳ Gekijō-ban Jujutsu Kaisen 0                                                            | 劇場版 呪術廻戦 ０ | 2021 als Film         | MAPPA                                       |
| Juliet (eine Folge)                                                                      | ジュリエット | 1999 als OVA          | Public and Basic                            |
| Jumping                                                                                  | | 1984 als Kurzfilm     | Tezuka Productions                          |
| Der Junge und das Biest                                                                  | バケモノの子, Bakemono no Ko | 2015 als Film         | Studio Chizu                                |
| Jungle de Ikō! (3 Folgen)                                                                | ジャングルDEいこう！ | 1997 als OVA          | Chaos Project                               |
| Jungle Kurobe (31 Folgen)                                                                | ジャングル黒べえ | 1973 als Fernsehserie | Tokyo Movie Shinsha                         |
| Jungle no Ōja Taa-chan (50 Folgen)                                                       | ジャングルの王者ターちゃん | 1993 als Fernsehserie | Group TAC                                   |
| Jungle wa Itsumo Hale nochi Gū (26 Folgen)                                               | ジャングルはいつもハレのちグゥ | 2001 als Fernsehserie | Shin’ei Dōga                                |
| ↳ Jungle wa Itsumo Hale nochi Gū Deluxe (6 Folgen)                                       | ジャングルはいつもハレのちグゥ デラックス | 2002 als OVA          |                                             |
| ↳ Jungle wa Itsumo Hale nochi Gū Final (7 Folgen)                                        | ジャングルはいつもハレのちグゥ FINAL | 2003 als OVA          | Shin’ei Dōga                                |
| Jungle Wars (eine Folge)                                                                 | ジャングルウォーズ | 1991 als OVA          | Nippon Animation                            |
| Jūninin no Jokyōshi (2 Folgen)                                                           | 十二人の女教師, Dirty by the Dozen | 2008 als OVA          | Y.O.U.C.                                    |
| Juni Taisen: Zodiac War (12 Folgen)                                                      | 十二大戦, Jūni Taisen | 2017 als Fernsehserie | Graphinica                                  |
| Jūni Senshi Bakuretsu Eto Ranger (39 Folgen)                                             | 十二戦支 爆烈エトレンジャー, Eto Ranger | 1995 als Fernsehserie | Shaft                                       |
| Junji Ito Collection (12 Folgen)                                                         | 伊藤潤二『コレクション』, Itō Junji: Collection | 2018 als Fernsehserie | Studio Deen                                 |
| ↳ Junji Ito Collection: Tomie (2 Folgen)                                                 | 伊藤潤二『コレクション』: 富江 | 2018 als OVA          | Studio Deen                                 |
| Junjō Romantica (12 Folgen)                                                              | 純情ロマンチカ | 2008 als Fernsehserie | Studio Deen                                 |
| ↳ Junjō Romantica 2 (12 Folgen)                                                          | 純情ロマンチカ2 | 2008 als Fernsehserie | Studio Deen                                 |
| ↳ Junjō Romantica 16 (eine Folge)                                                        | 純情ロマンチカ 16 | 2012 als OVA          | Studio Deen                                 |
| ↳ Junjō Romantica 3 (12 Folgen)                                                          | 純情ロマンチカ2 | 2015 als Fernsehserie | Studio Deen                                 |
| Junk Boy (eine Folge)                                                                    | ジャンクボーイ | 1987 als OVA          | Madhouse, Victor Entertainment              |
| Junkers Come Here                                                                        | ユンカース・カム・ヒア | 1994 als Film         | Triangle Staff                              |
| Junketsu no Maria (12 Folgen)                                                            | 純潔のマリア | 2015 als Fernsehserie | Production I.G                              |
| Junod                                                                                    | ジュノー | 2010 als Film         | Studio Hibari                               |
| Jūō Mujin no Fafnir (12 Folgen)                                                          | 銃皇無尽のファフニール, Jūō Mujin no Fafunīru | 2015 als Fernsehserie | Diomedéa                                    |
| Jūsen Battle Monsuno (65 Folgen)                                                         | 獣旋バトル モンスーノ, Monsuno | 2012 als Fernsehserie | Larx Entertainment                          |
| Jūshin Liger (43 Folgen)                                                                 | 獣神ライガー, Bio Armor Ryger | 1989 als Fernsehserie | Sunrise                                     |
| Jūshinki Pandora (26 Folgen)                                                             | 重神機パンドーラ, Last Hope | 2018 als Fernsehserie | Satelight                                   |
| Jūsō Kikō Dancouga Nova (12 Folgen)                                                      | 獣装機攻 ダンクーガ ノヴァ, Dancouga Nova | 2007 als Fernsehserie | Ashi Productions                            |
| Just Because! (12 Folgen)                                                                | Just Because! | 2017 als Fernsehserie | Pine Jam                                    |
| Justeen (2 Folgen)                                                                       | ジャスティーン | 2011 als Fernsehserie | AIC                                         |
| Justy (eine Folge)                                                                       | ジャスティ, Cosmo Police Justy | 1985 als OVA          | Pierrot                                     |
| Jū Senshi Garukiba (26 Folgen)                                                           | 獣戦士ガルキーバ, Wild Knights Gulkeeva | 1995 als Fernsehserie | Sunrise                                     |
| Jū Senshi L-Gaim (54 Folgen)                                                             | 重戦機エルガイム, Heavy Metal L-Gaim | 1984 als Fernsehserie | Sunrise                                     |
| ↳ Jū Senshi L-Gaim (3 Folgen)                                                            | 重戦機エルガイム, Heavy Metal L-Gaim | 1986 als OVA          | Sunrise                                     |
| Juvenile Pornography The Animation (eine Folge)                                          | ジュヴナイルポルノグラフィ THE ANIMATION, Milf Park | 2017 als OVA          | MS Pictures                                 |
| Jūza Engi Engetsu Sangokuden (eine Folge)                                                | 十三支演義, Jūza Engi Engetsu Sangokuden: Gaiden Kasokeshū Maboroshi Yoru | 2014 als OVA          | Anpro, TeamKG                               |
| Jyu Oh Sei (11 Folgen)                                                                   | 獣王星, Jūōsei, Jyu Oh Sei: Planet Of The Beast King | 2006 als Fernsehserie | Bones                                       |